# اچ‌ام‌اس آلباتروس (۱۸۹۸)

{{Infobox ship characteristics

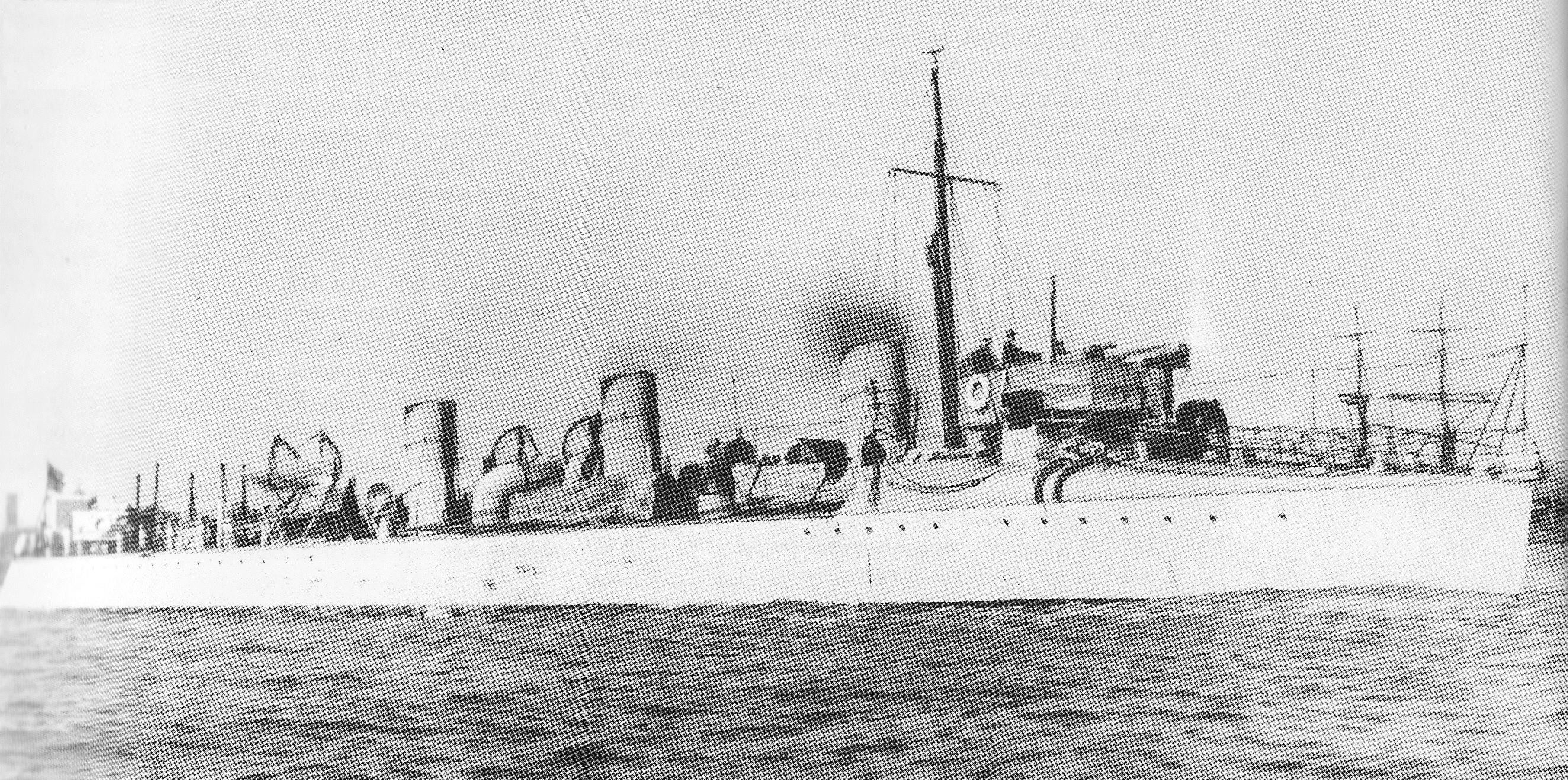
اچ‌ام‌اس آلباتروس (۱۸۹۸)

اچ‌ام‌اس آلباتروس (۱۸۹۸) (به انگلیسی: HMS Albatross (1898)) یک کشتی بود که طول آن ۲۱۵ فوت ۶ اینچ (۶۵٫۶۸ متر) Length overall بود. این کشتی در سال ۱۸۹۸ (میلادی)|۱۸۹۸]] ساخته شد.